# Aeroportul Mau Hau
Aeroportul Mau Hau (IATA: WGP, ICAO: WADW) este un aeroport din East Nusa Tenggara⁠(d), Indonezia ce deservește zona Kota Waingapu⁠(d).
Situat la o altitudine de 12 m, aeroportul dispune de o singură pistă.